# Мухаммед-Амін
Мухаммед-Амін (محمدامین; нар. 1469 — 1518) — 6-й казанський хан у 1484—1485, 1487—1496 і 1502—1518 роках.

## Життєпис
Походив з династії Тука-Тимуридів, гілки Чингизідів. Син хана Ібрагіма і Нур-Султан. Народився 1469 року. 1479 року після смерті батька претендував на трон, але програв зведеному брату Ільхаму. Мусив тікати до Великого князівства Московського, де від Івана III отримав у володіння місто Каширу. Постійно підбурював московитів допомогти йому захопити Казань.
1484 року за допомогою московського війська повалив хана Ільхама, захопивши владу. Проте останній вже у 1485 році за допомогою ногайців повалив Мухаммед-Аміна, що знову втік до Московщини. 1487 року після успішної кампанії Великого князівства Московського Казань капітулювала, а Ільхама заслали до Вологди. Мухаммед-Амін вдруге отримав трон. Натомість визнав зверхність Івана III. Мусив вести дипломатичне листування лише за згодою останнього.
1491 року разом змосковським військом тайого іншим васалом Касимовим ханством виступив на допомогу Кримському ханству у його війні з Великою Ордою.
1496 року повалений тюменським ханом Мамукою за підтримки антимосковської (ногайської) партії, скориставшись походом Мухаммед-Аміна на Арськ. Вкотре втік до Великого князівства Московського, де отримав ще місто Хатунь. 1500 року брав участь у війні проти Великого князівства Литовського.
1502 року після повалення його брата Абдул-Латіфа московитами втретє став казанським ханом. Мусив маневрувати між промосковською і антимосковською партіями. 1505 року остання організувала вбивство московських купців, які поступово відтісняли місцевих. Сам хан не наважився покарати вбивць, що спричинило війну з Москвою. Мухаммед-Алі вирішив діяти на упередження, відправивши війська для захоплення Нижнього Новгороду. Втім казанці зазнали поразки. Але московське військо 1506 року також не зуміло захопити Казань. У 1507 році було укладений мир, що підтвердив статус-кво. В цей час почав листування зкоролем Польським і великим князем Литовським Сигізмундом I щодо спільних дій проти Москви.
У 1510—1511 роках за посередництва за посередництва матері уклав новий договір з Василем III, великим князем Московським, закріпивши умови договору 1507 року. В цей час розпочато спорудження вежі Сююмбіке за прикладом Боровицької вежі в Москві.
Помер Мухаммед-Амін 1518 року. Йому спадкував касимовський хан Шах-Алі.

## Творчість
Був знаним поетом, складав вірші старотатарською мовою. Збереглася збірка «Ікаб».